# زنان در نیروهای مسلح ایران
زنان در نیروهای مسلح ایران به نقش زنان در نیروهای مسلح ایران می‌پردازد. از سالیان دور زنان ایرانی نیز در سطوح مختلف نیروهای مسلح مسئولیت داشتند. آرتمیس یکم فرماندهٔ بخشی از نیروی دریایی ایران در دومین تهاجم ایرانیان به یونان در زمان لشکرکشی خشایارشا شاهنشاه هخامنشی، در ۴۸۰ پیش از میلاد به یونان بود. در سال‌های جنگ ایران و عراق، زنان زیادی در جبهه‌ها حضور داشتند و حتی کشته شدند. همین‌طور زنان قبل از انقلاب ۱۳۵۷ در کادر ارتش بودند یا در سپاه دانش به خدمت سربازی می‌رفتند.

## تاریخچه
قبل از حمله اعراب به ایران زنان نقش مهمی در جامعه داشتند. ایران ملکه‌هایی چون پوراندخت و آذرمیدخت داشت. یکی از فرماندهان نیروی دریایی پارس آرتمیس بود که زنان ایرانی نیز در سطوح مختلف نیروهای مسلح مسئولیت داشتند. پس از حمله اعراب تا اوایل سال ۱۹۳۰ به مدت تقریباً ۱۴۰۰ سال، زنان ایرانی به دلیل مقررات اسلامی نقش چندانی در جامعه نداشتند.

### دوره پهلوی
در دوران پهلوی زنان بیش از پیش در ایران حضور یافتند. در سال ۱۳۱۲ مرضیه ارفع با درجه سروانی به نیروهای مسلح پیوست و اولین زن با درجه سرتیپی در ارتش ایران شد. در سال ۱۹۳۵ (۱۳۱۴ خورشیدی) عذرا عسگر گیلانی اولین زن نیروی هوایی شاهنشاهی ایران بود. در سال ۱۹۳۹ (۱۳۱۸ خورشیدی) یک گروه ۹ نفره از زنان در برنامه آموزش خلبانی در ایران ثبت نام کردند و عفت تجارتچی در دوره آموزش نظامی آموزش دهن ببر اولین زنی بود که مجوز خلبانی گرفت. اولین مجوز بالگرد برای فاطمه پهلوی همسر محمد خاتمی صادر شد.
در سال ۱۹۶۶ (۱۳۴۵ خورشیدی) اولین سری از زنان از IIAF در چندین رشته از جمله الکترونیک، رادار، پزشکی، تعمیر و نگهداری هواپیماهای هوایی، خدمه پرواز، کنترل ترافیک هوایی و ارتباطات فارغ‌التحصیل شدند. اولین زنی که افسر ارشد IAF شد، پروانه نورور با درجه سرگردی بود.

### دوره جمهوری اسلامی

#### قانون ارتش جمهوری اسلامی ایران
بر اساس ماده ۳۲ قانون ارتش جمهوری اسلامی ایران ارتش می‌تواند فقط برای مشاغل درمانی و بهداشتی زنان را استخدام نماید. نقل و انتقالات زنان باید حتی‌الامکان تابع شرایط خدمتی‌همسران آنان باشد. شهربانی می‌تواند علاوه بر موارد مذکور در ماده ۳۲ این قانون برای مشاغل دیگری که منحصراً پرسنل زن باید بر عهده گیرند زنان را به‌صورت کارمند استخدام نماید.

#### زنان در جنگ ایران و عراق
زنان در این جنگ نقش‌های مختلفی را برعهده گرفتند. اکثر این زنان در جبهه خانگی فعالیت می‌کردند و عده‌ای نیز مستقیماً در جبهه جنگ حضور یافتند.
طبق گزارش‌ها، حدود ۵۰۰ زن ایرانی به عنوان رزمنده در طول جنگ جنگیدند. آمارهای رسمی که رسانه‌های ایران به آنها اشاره می‌کنند می‌گویند که نزدیک به ۲۵۰۰۰ پزشک، پرستار و امدادگر زن نیز در خط مقدم خدمت می‌کردند. در این جنگ شهناز حاجی شاه به عنوان اولین کشته زن خرمشهری معرفی شده‌است.
رسانه‌های دولتی ایران نام پنج زن ایرانی را که توسط نیروهای عراقی اسیر شده‌اند، بدون اشاره به رزمنده بودنشان، اعلام کرده‌اند. بر اساس برخی گزارش‌ها، تا ۱۷۰ زن ایرانی در زندان عراق اسیر جنگی بودند. در بسیاری از تصاویر جنگی که توسط نهادها ایران تبلیغ می‌شود، زنان در نقش‌های سنتی - آشپزی یا بافتنی برای سربازان، خداحافظی با اقوام مرد اعزامی به نبرد، یا حضور در تلویزیون دولتی برای ابراز محتوای دربارهٔ «شهادت» پسران و شوهران خود نشان داده شده‌اند.
اما اکنون رئیس بنیاد دولتی حفظ آثار و ارزش‌های دفاع مقدس ایران اعتراف کرده‌است که نقش زنان در دوران جنگ نادیده گرفته شده‌است. بهمن کارگر در ۲۲ سپتامبر گفت که برخی از زنان در طول جنگ «دستاوردهای بزرگ» داشتند. کارگر در مراسم سی و نهمین سالگرد آغاز جنگ به نقل از خبرگزاری ایسنا، گفت: ما آماده پیگیری نامگذاری سایت‌ها به نام شهدای زن هستیم زیرا معتقدیم نقش زنان در دفاع مقدس نادیده گرفته شده‌است.
میدان‌ها، بزرگراه‌ها، خیابان‌ها، پل‌ها، نقاشی‌های دیواری و سایر اماکن عمومی به نام حدود ۲۰۰۰۰۰ سرباز ایرانی کشته شده در طول جنگ نام‌گذاری شده‌اند. اما تعداد سایت‌های اختصاص داده شده به قربانیان زن جنگ ناچیز است. روزنامه شرق نوشته‌است که از ۱۸۰۰۰ خیابان در پایتخت ایران، تنها پنج خیابان به نام زنان قربانی جنگ نامگذاری شده‌است. همه کوچه‌ها یا خیابان‌های بن‌بست هستند. رواج مردسالاری، تبعیض جنسیتی و تبعیض علیه زنان به عدم شناخت رنج‌ها و فداکاری‌های زنان کمک کرده‌است.
مریم کاظم‌زاده، اولین عکاس زن جنگ ایران، تصاویر وحشتناکی از جنگ ثبت کرد. کاظم‌زاده در سمینار زنان و جنگ در تهران در سال ۲۰۱۸ شکایت کرد که هیچ تحقیق حرفه ای یا شناختی از قربانیان زن جنگ انجام نشده‌است. کاظم‌زاده با بیان اینکه برخی از واقعیت‌های جنگ ناگفته مانده‌است، گفت: زنان ما در کنار مردان ما ایستادند و مقاومت کردند. «در سال ۱۹۸۶، در بستان [در جنوب غربی استان خوزستان]، عراقی‌ها به زنان تجاوز کردند و آنها را کشتند. در برخی مناطق، یادبودهایی برای آن دسته از زنان ایجاد شد که نشانی از آن‌ها به یادگار ماند. برای تهیه گزارش به آنجا رفتم. زمانی که عکس‌های من در مجله زن امروز منتشر شد، تحت فشار قرار گرفتیم. وی بیان کرد که تمام یادبودهایی که او ثبت کرده بود، بعداً از آن منطقه حذف شدند «گویی لکه ننگی برای کشور» بوده‌است. او گفت: «این نشان می‌دهد که ما نمی‌خواهیم دربارهٔ واقعیت‌ها صحبت کنیم.
تهمینه میلانی، فیلمساز که به خاطر پوشش مسائل زنان شهرت دارد، گفته‌است که چندین سال روی فیلمی دربارهٔ نقش زنان در جنگ کار می‌کند. او گفت که در نهایت این پروژه پس از انجام ساعت‌ها مصاحبه با قهرمانان زن جنگ به دلیل مخالفت مقامات دولتی تعطیل شد. میلانی در سال ۲۰۱۸ گفت: می‌خواستم نشان دهم زنان ما در روزهای اول جنگ چه گذشتند، زیرا بارها دیده‌ایم که مردان چه چیزی را پشت سر گذاشته‌اند. وی گفت: بنیاد حفظ آثار و ارزش‌های دفاع مقدس با ساخت این فیلم موافقت نکرد و از ساخت آن جلوگیری کرد.

## خدمت سربازی
طیبه سیاوشی، نماینده تهران در مجلس شورای اسلامی طرحی «فمینیستی و برابری‌خواهانه» را با عنوان «سربازی دختران» با رسانه‌ها در میان گذاشت.